# Ludwig August Frankl von Hochwart

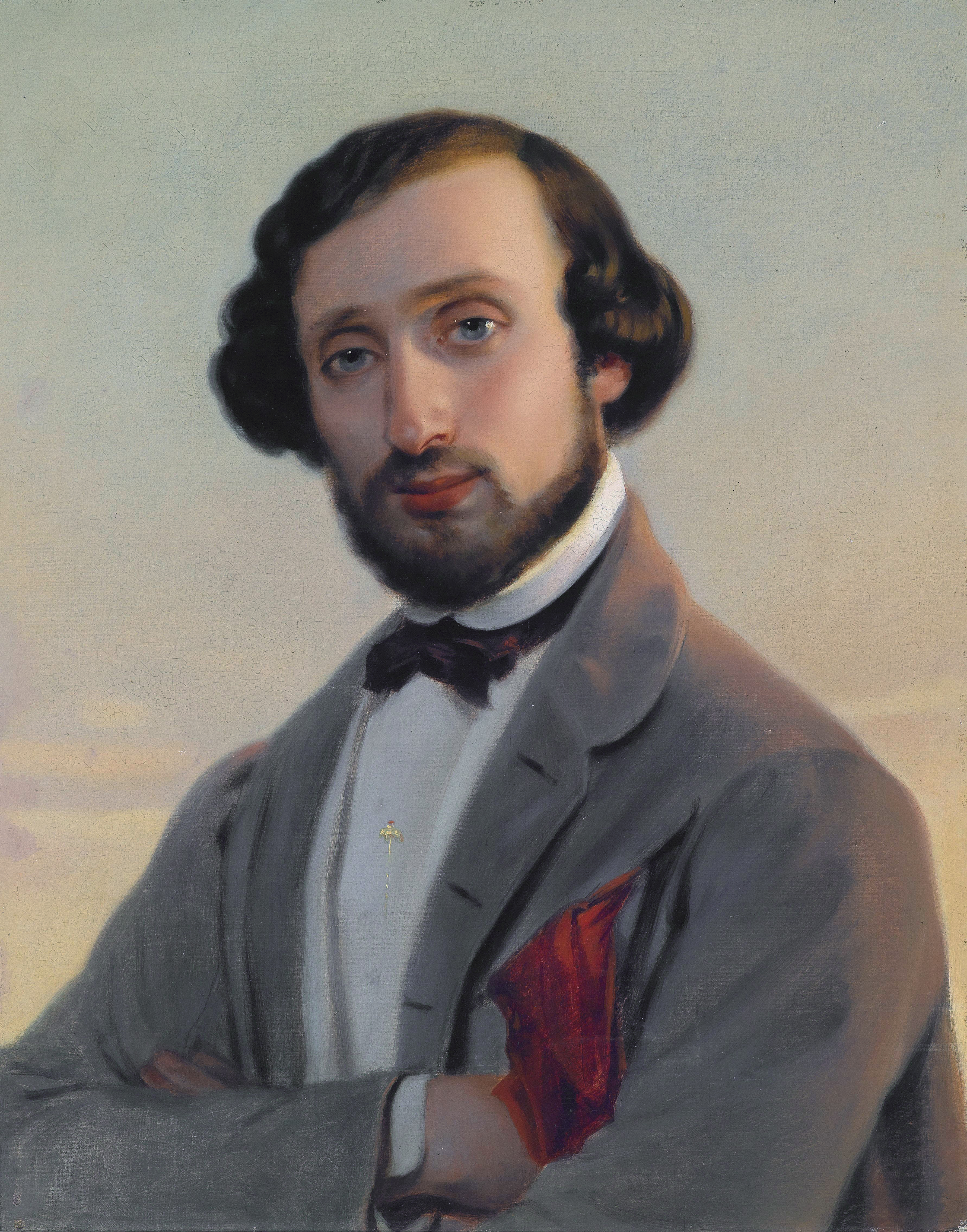
Ludwig August Frankl, Ritter von Hochwart.

Ludwig August Frankl, Ritter von Hochwart, född den 3 februari 1810 i Böhmen, död den 12 mars 1894 i Wien, var en österrikisk författare av judisk börd, far till Lothar Frankl von Hochwart.
Frankl blev 1851 professor i estetik vid musikkonservatoriet i Wien. Frankl fick den första europeiska blindlärarkongressen till stånd. Hans dikter utgavs 1880 och hans brevväxling med Anastasius Grün 1897.
Frankl var en mycket produktiv författare, av vars verk likväl endast få har intresse för nutiden; nämnas kan balladcykeln Habsburglied (1832), revolutionsdikten Die universität (1848) och Der primator (1861). 